# Steyr 120
La Steyr 120 Super era una vettura di classe media realizzata in Austria dalla casa automobilistica Steyr-Daimler-Puch tra il 1935 e il 1941. La vettura veniva costruita dalla società Gläser di Dresda. Il progetto si deve a Karl Jenschke ed era molto simile a quello della Steyr 100, dal quale il nuovo modello differiva per le sue dimensioni superiori.

## Il contesto
La Steyr 120 Super aveva un motore a sei cilindri in linea che aveva una potenza di 50 hp (37 kw) e cilindrata di 1.990 cm³, trazione posteriore e trasmissione a quattro marce. 

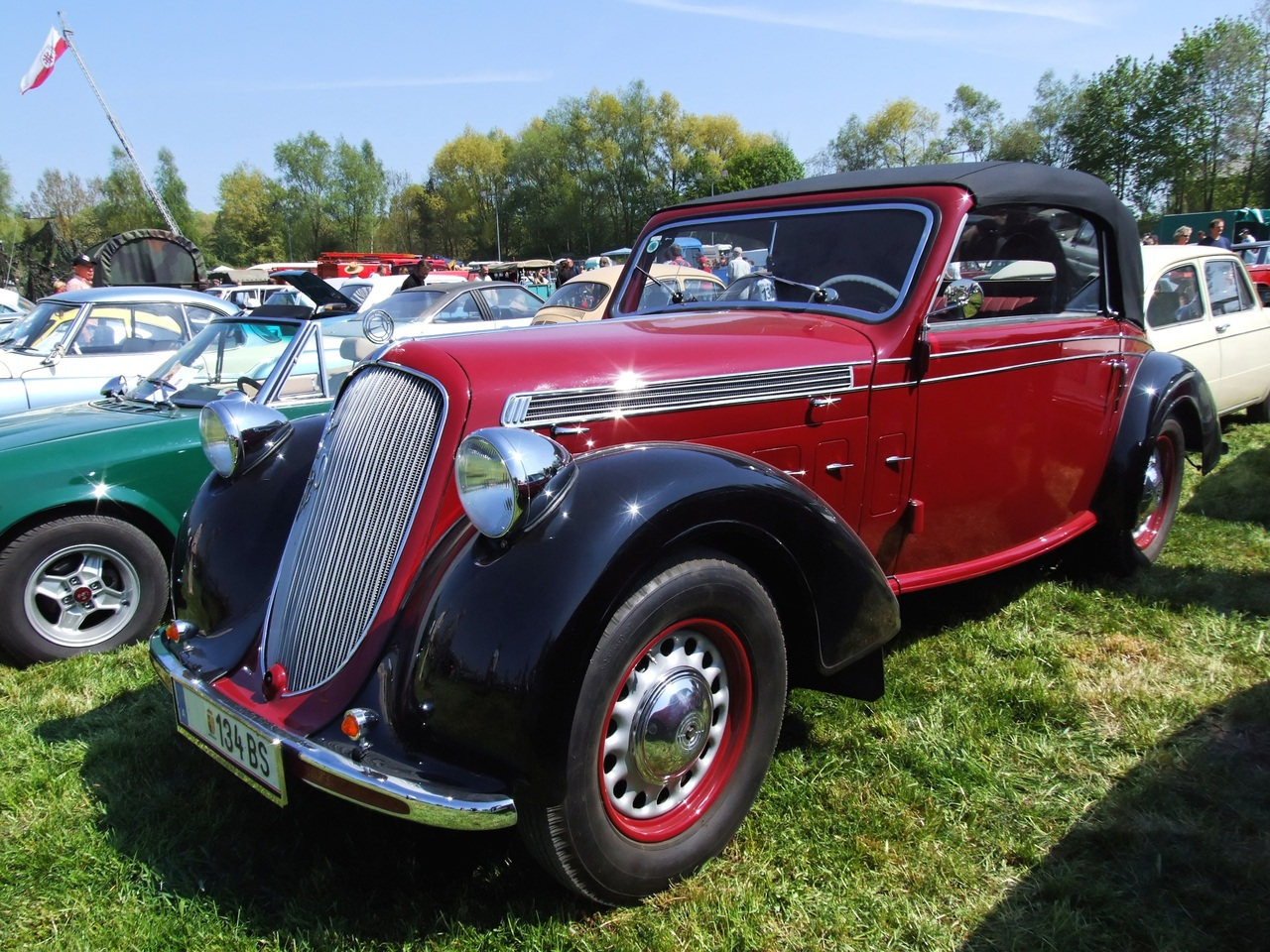
La Steyr 220 in versione cabriolet

Il modello berlina aveva quattro porte e quelle posteriori erano incernierate in modo tale che il montante centrale potesse essere eliminato. Le sospensioni anteriori erano con balestre trasversali mentre quelle posteriori su balestre ellittiche. La vettura rimase in produzione fino al 1936 e ne sono stati prodotti 1.200 esemplari.
Sempre nel 1936 la vettura venne rivista e venne dotata di una carreggiata più ampia e di un motore che manteneva la stessa potenza ma dalla cilindrata superiore (2.078 cm³). Questo nuovo modello venne venduto in 200 esemplari come Steyr 125 Super. La sua produzione si concluse nel 1937.
Da quest'anno fino al 1941 venne prodotta la Steyr 220. Questo nuovo modello aveva un motore di cilindrata superiore (2.260 cm³) con alesaggio di 73 mm e potenza di 55 hp (41 kW). La produzione fu di 5.900 esemplari.